# Bulinus transversalis
Bulinus transversalis је пуж из реда Hygrophila. 

## Угроженост
Ова врста се сматра рањивом у погледу угрожености врсте од изумирања.

## Распрострањење
Врста има станиште у Кенији и Уганди.

## Станиште
Станиште врсте су слатководна подручја. 